# Hamilton Assis
Hamilton Moreira de Assis, conhecido como Hamilton Assis (Salvador, 19 de janeiro de 1963), é um pedagogo, sindicalista e político brasileiro.

## Biografia
Nasceu no bairro do Pau Miúdo em 1963 e passou a infância e juventude no bairro de Pau da Lima, na capital baiana. Começou sua atuação política nas Comunidades Eclesiais de Base e em associações de moradores de bairros de Salvador  no início da década de 1980. Em 1982, entrou para o Partido dos Trabalhadores, ocupando cargos na direção estadual do partido. Também participou de lutas do movimento negro baiano e do movimento sindical. Foi dirigente da Central Única dos Trabalhadores (CUT) na Bahia entre 1993 e 1996.
Em 2005, Hamilton Assis participou da fundação do Partido Socialismo e Liberdade (PSOL), de cujo diretório estadual na Bahia foi presidente (2006-2007). Em 2010, tornou-se presidente municipal do PSOL em Salvador e foi candidato à vice-presidência da República pelo PSOL na chapa encabeçada por Plínio Arruda Sampaio. Em 2012, Assis foi candidato a prefeito de Salvador, em aliança com o PCB e o PSTU, recebendo 33.650 votos. Em 2014, concorreu a senador pela Bahia e, em 2016, candidatou-se a vereador de Salvador. Em 2018, Hamilton Assis concorreu como pré-candidato à presidência da República pelo PSOL.
Além de presidente do Diretório Executivo Municipal do PSOL em Salvador, Hamilton Assis é Coordenador do Mocambo CSP-Conlutas Sindicais, central sindical de caráter nacional, trabalha como professor da rede municipal de ensino de Salvador, na qual atua como coordenador pedagógico, e, desde 2022, desenvolve investigação discente no Mestrado em Educação na Universidade Federal da Bahia (UFBA) sob a orientação da professora Lygia Viegas.
Durante as eleições de 2024, ele se candidatou a vereador da Câmara Municipal de Salvador pelo PSOL, sendo um dos candidatos psolistas eleitos para esse cargo político com 7.691 votos, sendo a outra eleita para a vereança, a candidata Eliete Paraguassu, eleita com 8.479 votos.

## Desempenho nas Eleições
| Ano  | Eleição                | Coligação                                | Partido | Candidato a     | Votos           | Resultado  | Fonte |
| ---- | ---------------------- | ---------------------------------------- | ------- | --------------- | --------------- | ---------- | ----- |
| 2010 | Presidencial no Brasil | sem coligação proporcional               | PSOL    | Vice-Presidente | 886.816 (0,87%) | Não eleito |       |
| 2012 | Municipal de Salvador  | Chega de vender nossa cidade (PSOL, PCB) | PSOL    | Prefeito        | 33.650 (2,60%)  | Não eleito |       |
| 2014 | Estadual da Bahia      | sem coligação proporcional               | PSOL    | Senador         | 54.105 (0,90%)  | Não eleito |       |
| 2016 | Municipal de Salvador  | Agora é com a gente (PSOL, REDE)         | PSOL    | Vereador        | 1.591 (0,13%)   | Não eleito |       |
| 2024 | Municipal de Salvador  | Federação PSOL REDE (PSOL, REDE)         | PSOL    | Vereador        | 7.691 (0,57%)   | Eleito     | [ 5 ] |